# Sharif Hassan Sheikh Aden
Sharif Hassan Sheikh Aden, in somalo: Shariif Xasan Sheekh Aadan (Berdale, 1º luglio 1954), è un politico somalo.
Ha ricoperto la carica di Presidente del Parlamento federale di transizione dal settembre 2004 al giugno 2007; successivamente è divenuto Ministro delle finanze nel governo del Premier Omar Abdirashid Ali Sharmarke ed infine è stato di nuovo nominato Presidente dell'assemblea legislativa.